# Alfred Mahovsky
Alfred Mahovsky (22. dubna 1907 Brno – 17. dubna 1932 Brno) byl český hudební skladatel.

## Život
Matka skladatele byla klavírní virtuózka. Základní hudební vzdělání získal v rodině. V letech 1921–1924 studoval ve Vídni, na hudební akademii u Franze Schmidta. V roce 1928 se stal korepetitorem německého divadla v Brně a o rok později i dirigentem.

## Dílo (výběr)
- Die Sklavin (opera, Brno, 1929)
- Knecht Jernej (opera, libreto podle povídky slovinského spisovatele Ivana Cankara, Brno 1932, pod názvem Hlapec Jernej provedena téhož roku v Lublani)
- Mohrenfürst (melodram, 1923)
- Klavírní variace a fugy (1924)
- 2 smyčcové kvartety (1924 a 1930)
- Komorní symfonie d-moll (1926)